# S2 (恒星)
S2（またはS0-2）は、銀河系の中心部に存在する電波源、いて座A*に非常に近い位置にある恒星である。S2の中のSは、赤外線源（Source）を意味する。
ヨーロッパ南天天文台の新技術望遠鏡（NTT）に搭載した高分解能撮像システムで、いて座A*のごく近傍を観測することで発見された。

## 特徴

### 軌道
S2は、軌道周期15.9年、近星点距離約17光時（18兆メートル/120天文単位）の軌道で、いて座A*の周囲を回っている。近点距離が海王星の4倍以上でありながら、公転周期は木星と3割しか変わらない。

### 物理
そのスペクトルからS2は、質量が太陽の14倍以上ある早期のB型主系列星と推定され、ヘリウムが豊富にあることから強い恒星磁場が発生しているものと考えられる。

## 銀河系中心の探針

銀河系中心に存在する超大質量ブラックホール候補、いて座A*の周囲を公転するS2（赤）及び他の5つの恒星の軌道。

### 超大質量ブラックホール
S2の視位置の変化は、銀河系中心にある超大質量ブラックホールの存在を証明するための一つの手段として、モニターされている。S2の軌道がわかれば、それをケプラー回転と照らし合わせて、S2を重力的に束縛する天体の質量が推定でき、その数値によってはブラックホール以外の可能性を除外できるからである。
1992年以降、NTTの他にケック望遠鏡、VLTなども駆使して観測が続けられ、いて座A*がブラックホールであるという証拠が蓄積されている。2008年には、1992年に観測された位置まで戻り、公転軌道の全位相が観測されたことになる。S2の他にも、いて座A*の周りを回る恒星はいくつかあって、同様にモニターされているが、S2は、公転周期が短く明るいので、この観測では特に重要な役割を果たしている。
観測は主に、マックス・プランク地球外物理学研究所とUCLAを中心とする2チームが行なっており、いて座A*を回るS2の軌道運動の観測結果を用いて、地球から銀河中心までの距離とブラックホールの質量を決定しようと試みている。最近の結果では、中心までの距離は8.28±0.44キロパーセク（2万7千光年）、いて座A*の質量は430万太陽質量と推定されている。軌道の近星点におけるS2の軌道速度は、約5,000km/sにも達し、その時の向心加速度は約1.4m/s2となって、これは地球表面の重力加速度のおよそ1/7である。

### 中小質量コンパクト天体
S2の軌道は、いて座A*の近傍にある他の天体を見つけるのにも使える。S2が通る空間には、多数の恒星の他に、ブラックホール、中性子星、白色矮星などの暗い恒星の残骸も存在する。それらの天体はS2の軌道を乱し、ケプラー回転から徐々にS2をずらしてゆく。そのずれからS2の軌道内のコンパクト星の質量の上限を解析すると、それらは合計しても、いて座A*の1%に満たない。

### ポスト・ニュートン展開
S2は、強力な重力場を発生させる超大質量ブラックホールの近傍にあり、その周囲を公転しているので、重力レンズ、重力赤方偏移、近点の昇温運動などの一般相対性理論が予測する効果や、余剰次元の効果を検証するよい実験場ともなる。それらの効果は、近星点で最大となる。

## 系の構成天体
| 名称     | 赤経              | 赤緯              | 視等級 (V) | スペクトル型 | 参照データベース |
| -------- | ----------------- | ----------------- | ---------- | ------------ | ---------------- |
| いて座A* | 17h 45m 40.03599s | −29° 00′ 28.1699″ |            | 電波源       | SIMBAD           |